# 台64線

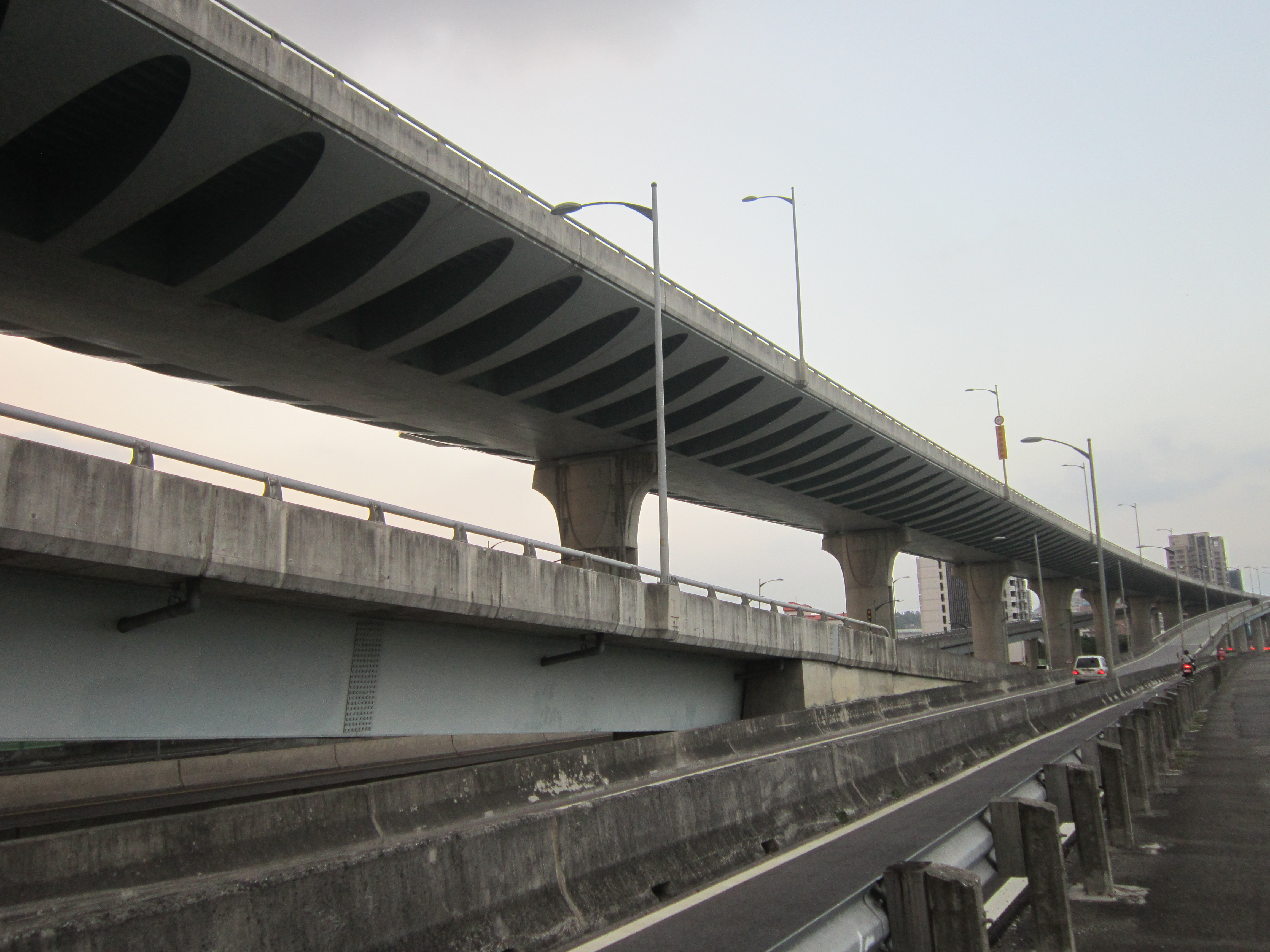
台64線五股成子寮段

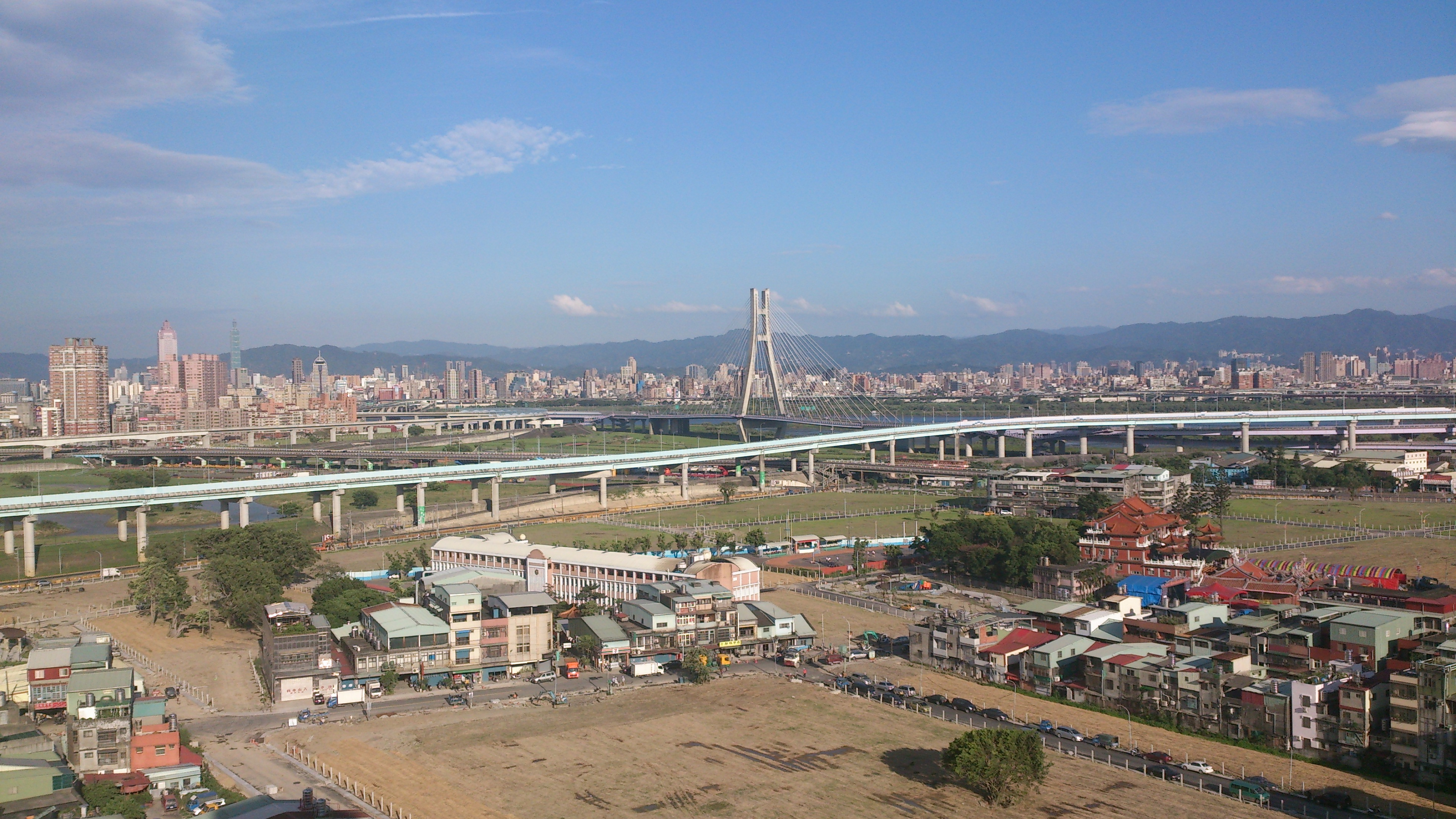
台64線、新北大橋與重新大橋

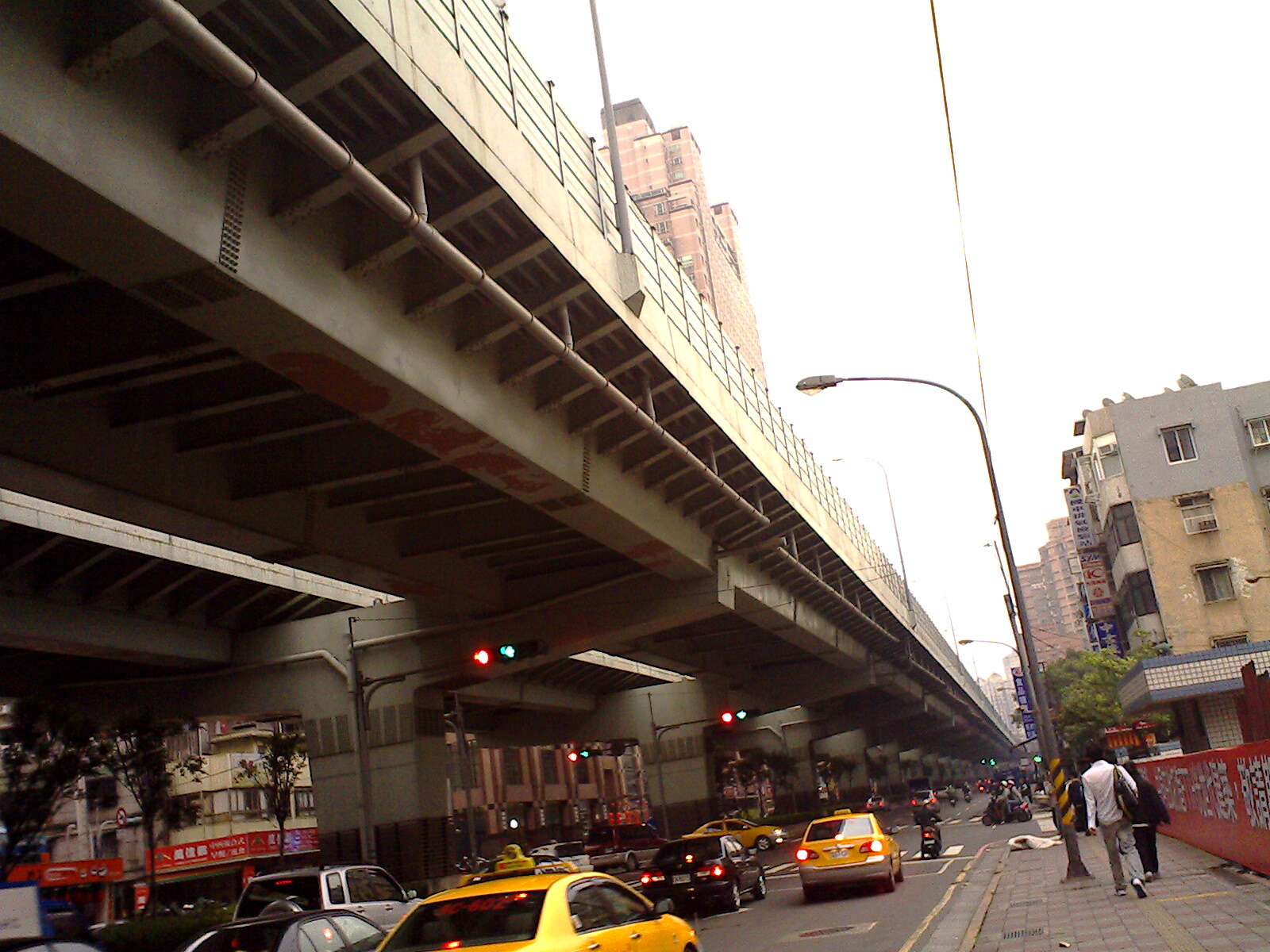
位於景平路上方的板橋中和段

台64線（東西向快速公路——八里新店線），又稱新北市特一號道路，是臺灣位於新北市之東西向省道快速公路。
西起於八里區八里二交流道接台61線與臺北港區道路，穿越觀音山後進入五股，再沿二重疏洪道、五股洲子洋重劃區、新北產業園區、三重區，上重翠橋後進入板橋江子翠、民生路三、二、一段、中和中正路、景平路，東至中和區秀朗橋，全長28.4公里。

## 概述
台64線西起臺北港銜接台61線，穿越觀音山、沿二重疏洪道並跨越大漢溪至板橋區與雙和地區，向東可銜接秀朗橋至新店區，全線可連接至八里、五股、泰山、蘆洲、三重、新莊、板橋、永和、中和、新店等行政區，亦為大台北地區境內重要的快速公路。已經於2009年9月19日全線通車。

## 歷史
台64線是全臺灣十二條東西向快速公路計畫中，最早出現雛形者。
台64線最初前身為台北縣特一號道路（平面設計，起於五股工業區（今新北產業園區）→新莊思源路→大漢橋→江子翠→板橋民生路三、二、一段→中和中正路→景平路→迄於秀朗橋中和端），高架路段最初路線只有板橋大漢橋至民生陸橋（板橋區民生路三段、民生路二段），由當年的臺灣省政府住都局（已經併入營建署）負責興建，當初只是一座台北縣特一號道路穿越板橋文化路（台三線）的聯絡高架橋，後來「台64線計畫」確立，大漢橋至秀朗橋段，採用分段施工，但工程延宕甚久，板橋至中和段橋下平面道路長期不平，工期長達十七年。是蓋得最早，蓋得最久，沿路民宅最密集的東西向快速公路。
西段部分原本計畫從台61線臨時起點（現在八里三交流道）出發，經短隧道、紅水仙溪，再沿五股民義路（市道108號）西側經長隧道至平原段，再穿過五股工業區至新莊思源路（市道106甲線）、大漢橋，但配合臺北港計畫且新莊沿線居民反對，於是改起自臺北港，經觀音山至二重疏洪道西岸堤防線，過重翠大橋與新北環河快速道路平行，類似五楊高架（並非雙層，車流也未重疊，僅設單向半套匝道聯絡），走板橋大漢溪南岸堤防至大漢橋，再與原東段銜接，而成今日路線。
路段興建／通車順序：
1. 板橋區大漢橋（板橋端）→板橋區民生陸橋南端（最早通車）
2. 中和區中正路→福爾摩沙高速公路中和交流道
3. 板橋區民生陸橋南端→中和區中正路（該段完成後，大漢橋至中和交流道通車）
4. 中和交流道→秀朗橋頭（新店端，大漢橋至秀朗橋，台64東段全部通車）
5. 八里台北港端→五股二交流道（市道108號，興建單位為交通部臺灣區國道新建工程局，台64線西段臺北港至五股二交流道通車）
6. 重翠橋三重端→中山高速公路→五股二交流道／大漢橋板橋端→重翠橋（最晚興建路段，興建單位為交通部臺灣區國道新建工程局及內政部營建署，2009年9月19日全線通車）
7. 三重交流道新增東向匝道→新增東行上下匝道，於2008年12月開工，並於2011年2月1日通車。[2]
8. 中和一交流道配合環狀線施工，2013年3月7日封閉下橋匝道[3]，2015年3月23日已經重新開放。
9. 板橋交流道配合環狀線施工，板橋民生路的上橋匝道於2015年7月4日封閉拆除，新建環河路匝道於2015年6月27日開放通行[4]。
10. 主線立體銜接台61線之八里二交流道，於2021年10月25日開放來往淡水方向的匝道通車[5]。台北港端併入八里二交流道。

## 設施

### 交流道
- 除24.5公里中和交流道往國道3號出口匝道外，全線於2007年11月1日開放排氣量逾550c.c.以上之大型重型機車行駛，並於2012年7月1日開放排氣量250c.c.至550c.c.之大型重型機車行駛[6]。
- 台64線板橋交流道高架主線（板橋民生路：大漢橋——民生陸橋，也就是最早通車的一段）禁止大貨車通行，雙向大貨車需先下匝道走平面道路再上匝道回主線。
- 舊里程：板橋18.0K、中和一20.1K、中和21.0K、中和二23.0K、新店端25.8K。

| 台64線路線設施里程一覽表                |      |        |                                    |                                 |                                                        |                                                                                     |                                                                                                  |
| 標誌                                    | 里程 | 名稱   | 順樁預告                           | 逆樁預告                        | 形式                                                   | 通車日                                                                              | 銜接道路 →聯絡地區                                                                               |
|                                         |      |        |                                    |                                 |                                                        |                                                                                     |                                                                                                  |
| 0                                       | 0.0  | 八里二 | 快速公路起點                       | 臺北港 快速公路終點             | 直接式                                                 | 2009年1月12日（原臺北港端）                                                         | 臨港大道、商港路 →臺北港                                                                         |
| 0                                       | 0.6  | 八里二 | （僅西出東入）                     | 林口 八里                       | Y型                                                    | 2021年10月25日（銜接南出北入） 2024年1月30日（銜接北出） 2024年12月24日（銜接南入） | 西部濱海快速公路                                                                                 |
| 1                                       | 1.2  | 八里   | （僅西出東入）                     | 八里                            | 半套鑽石型                                             | 2009年1月12日                                                                       | 台15線、市道105號 · →八里區、十三行博物館                                                        |
| － 隧道                                 |      |        |                                    |                                 |                                                        |                                                                                     |                                                                                                  |
| 6                                       | 6.4  | 觀音山 | 觀音山                             | 凌雲路 觀音山                   | 平面Y型                                                | 2009年4月3日                                                                        | 北53-1線（凌雲路） · →五股區觀音坑、觀音山風景區                                                 |
| 10                                      | 10.0 | 五股一 | 成子寮                             | 成子寮 五股 淡水                | 簡易鑽石型                                             | 2009年9月19日                                                                       | 疏洪北路 →五股區成子寮                                                                           |
| 11                                      | 11.8 | 五股二 | 蘆洲 更寮 五股 高速公路            | 五股 高速公路 蘆洲 更寮         | 複合雙葉型                                             | 2009年1月12日                                                                       | 市道108號（永安大橋）、 五股交流道 · →蘆洲區、五股區五股坑＆更寮                                 |
| 14                                      | 14.3 | 三重   | 三重                               | 新莊 三重                       | 簡易鑽石型（銜接新北大道） 半套Y型（銜接中山高架道路） | 2011年2月1日                                                                        | 台1線（新北大道）、環河路 · →三重區、新莊區                                                      |
| － 與新北環河快速道路一同過河，非共構。 |      |        |                                    |                                 |                                                        |                                                                                     |                                                                                                  |
| 17                                      | 17.8 | 江子翠 | 新北環快 江子翠                    | 江子翠                          | 分離式鑽石型                                           | 2009年9月19日                                                                       | 新北環河快速道路（東出西入）、環河西路（西出東入） →板橋區江子翠                                 |
| 20                                      | 20.8 | 板橋   | 板橋 民生路 板橋車站               | 新莊（A） 板橋 台北 萬板路（B） | 複合鑽石型                                             | 2000年1月31日                                                                       | 台3線（文化路）、市道106甲線（大漢橋）、縣民大道、萬板路 · →板橋區板橋、萬華區、新莊區、板橋車站 |
| 23                                      | 23.2 | 中和一 | 中和 中山路                        | （僅東出西入）                  | 半套鑽石型                                             | 2000年1月31日                                                                       | 市道106號 · →中和區漳和、永和區                                                                  |
| 24                                      | 24.5 | 中和   | 台北 桃園                          | （僅東出西入）                  | Y型                                                    | 2000年1月31日                                                                       | 福爾摩沙高速公路                                                                                 |
| 26                                      | 26.5 | 中和二 | 中和 圓通路                        | （無西出匝道）                  | 匝道                                                   | 2003年1月28日                                                                       | 市道106號、市道111號 · →中和區南勢角、永和區                                                     |
| 28                                      | 28.4 | 新店端 | 中和 秀朗路 永和 新店 快速公路終點 | 快速公路起點                    | 直接式                                                 | 2003年1月28日                                                                       | 市道106號⇒北94線、新北環河快速道路、新店環河快速道路 · →中和區秀朗、永和區、新店區               |
|                                         |      |        |                                    |                                 |                                                        |                                                                                     |                                                                                                  |

### 隧道
| 名稱       | 長度      | 長度      | 竣工日期      |
| 名稱       | 東行      | 西行      | 竣工日期      |
| ---------- | --------- | --------- | ------------- |
| 觀音山隧道 | 2,590公尺 | 2,365公尺 | 2009年1月12日 |

## 車道數及速限
- 台64線主線全路段均採雙向各2車道配置。部分路段設有1車道之路肩或避車彎，供故障車、緊急車輛使用。

| 路段                 | 里程              | 車道數 | 車道數 | 車道數 | 速限（km/h） | 速限（km/h） | 備註     |
| 路段                 | 里程              | 東行   | 西行   | 雙向   | 直線段       | 彎道段       | 備註     |
| -------------------- | ----------------- | ------ | ------ | ------ | ------------ | ------------ | -------- |
| 八里二交流道～重翠橋 | 0K+000 - 14K+500  | 2      | 2      | 4      |              |              | [ 註 4 ] |
| 重翠橋～新店端       | 14k+500 - 28k+668 | 2      | 2      | 4      |              |              | [ 註 5 ] |

## 相關資訊
- 興建單位：交通部公路局
- 維護單位：交通部公路局
- 管理單位：新北市政府警察局

### 文獻
- 2008年4月20日 八里五股快速道路 觀音山隧道全線貫通（蘋果日報）
- 2007年7月10日 行政院經建會 （页面存档备份，存于）
- 新北市資訊服務站（页面存档备份，存于）
- 何旭如. . 中央通訊社. 2009年6月4日  [2009年6月4日]. （原始内容存档于2009年8月11日）.

## 外部連結
- 公路總局（页面存档备份，存于）
- 台64線明通車 避塞怎走最快？ （页面存档备份，存于）（聯合報）